# Pločnik (Ćićevac)
Pour les articles homonymes, voir Pločnik.
Pločnik (en serbe cyrillique : Плочник) est un village de Serbie situé dans la municipalité de Ćićevac, district de Rasina. Au recensement de 2011, il comptait 512 habitants.

## Démographie
| 1948 | 1953 | 1961 | 1971 | 1981 | 1991 | 2002 | 2011 |
| ---- | ---- | ---- | ---- | ---- | ---- | ---- | ---- |
| 796  | 850  | 841  | 776  | 762  | 665  | 593  | 512  |

|  |